# 249
Évszázadok: 2. század – 3. század – 4. század
Évtizedek: 190-es évek – 200-as évek – 210-es évek – 220-as évek – 230-as évek – 240-es évek – 250-es évek – 260-as évek – 270-es évek – 280-as évek – 290-es évek
Évek: 244 – 245 – 246 – 247 –  248 – 249 – 250 – 251 – 252 – 253 – 254

## Események

### Római Birodalom
- Lucius Fulvius Gavius Numisius Aemilianust és Lucius Naevius Aquilinust választják consulnak.
- Syriában fellázad Iotapianus és császárrá kiáltja ki magát. Még az év vége előtt saját katonái megölik.
- Pannoniában fellázad Sponsianus, Galliában pedig Silbannacus.
- A lázadások leverésére küldött Deciust a légiók császárrá kiáltják ki. Itáliába vonul, ahol szeptemberben Verona mellett legyőzi Philippus Arabs császárt. Philippus elesik vagy a saját katonái megölik. Fia és társuralkodója, a 12 éves II. Philippus is elesik vagy a praetoriánusok meggyilkolják. A szenátus Deciust ismeri el uralkodóként.
- Alexandriában keresztényellenes zavargások során megkínozzák és meggyilkolják Szent Apollóniát.

### Kína
- A 17 éves Cao Fang, Vej császára régensével, Cao Suanggal meglátogatja apja sírját. Távollétükben a korábban visszavonulásra kényszerített másik régens, Sze-ma Ji katonáival a hatalmába keríti a palotát és a fővárost és lemondatja Cao Suangot. Bár a régensnek és családjának bántatlanságot ígérnek, Sze-ma Ji négy nappal később császárellenes összeesküvéssel vádolja és kivégezteti őket.

## Halálozások
- Február 9. – Cao Suang, kínai politikus, régens
- Philippus Arabs római császár (* 204)
- II. Philippus, római császár
- Iotapianus, római trónkövetelő
- Szent Apollónia

## Fordítás
- Ez a szócikk részben vagy egészben  a(z)   249 című angol Wikipédia-szócikk ezen változatának fordításán alapul.  Az eredeti cikk szerkesztőit annak laptörténete sorolja fel. Ez a jelzés csupán a megfogalmazás eredetét és a szerzői jogokat jelzi, nem szolgál a cikkben szereplő információk forrásmegjelöléseként.